# Ecotopia: The Notebooks and Reports of William Weston
Ecotopia: The Notebooks and Reports of William Weston (Ekotopie: Deníky a záznamy Williama Westona) je klíčová kniha Ernesta Callenbacha publikovaná roku 1975. Společnost popsaná v knize je jednou z prvních ekologických utopií a měla významný vliv na kontrakulturu a hnutí zelených v 70. letech a později.
Energie vlídná k životnímu prostředí a další působivé stavební a dopravní technologie, které Callenbach popsal ve své Ecotopii jsou založeny na výzkumných objevech v časopisech jako Scientific American. Mezi základní nitky příběhu patří technologie, životní styly, lidové zvyky a postoje, které se odrazily (z reálného života) kupříkladu i na stránky Whole Earth Catalog a jeho následníka CoEvolution Quarterly a byly rovněž popsány v novinách, románech nebo filmech. Callenbachovy hlavní myšlenky o ekotopických hodnotách a zvycích byly založeny na skutečných experimentech na americkém Západě. Například Callenbachova fiktivní Crick School byla založena na alternativní škole Pinel School Archivováno 22. 5. 2019 na Wayback Machine., která leží poblíž Martinezu, CA a kterou kdysi navštěvoval jeho syn.
Autorův ekotopický koncept neodmítá vyspělé technologie, členové jeho fiktivní společnosti spíše vykazují vůči technologiím vědomou selektivitu, aby mohlo být zachováno jak lidské tělesné a duševní zdraví, tak i zdraví sociální a ekologické. Callenbachův příběh například předpovídá vývoj a hojné používání videokonferencí.
Pod vlivem této knihy vznikl pojem „ekotopie“ jako subžánr science fiction a utopické literatury.